# Kilimanjaro
El Kilimanjaro és la muntanya més alta de l'Àfrica, i és d'origen volcànic. És situat a Tanzània, a la frontera amb Kenya, molt a prop de la línia de l'equador.
La seva alçada va ser mesurada l'any 1952, amb mètodes de topografia òptica, fent triangulacions verticals però a distàncies molt llunyanes i va donar el resultat de 5.864m.
Posteriorment, l'any 1999 es va mesurar de nou l'alçada amb sistemes GPS, (amb l'ajuda de satèl·lits) i va donar una alçada de 5.893 m, i el 2009 es van mesurar 5.890 m.

## Descripció

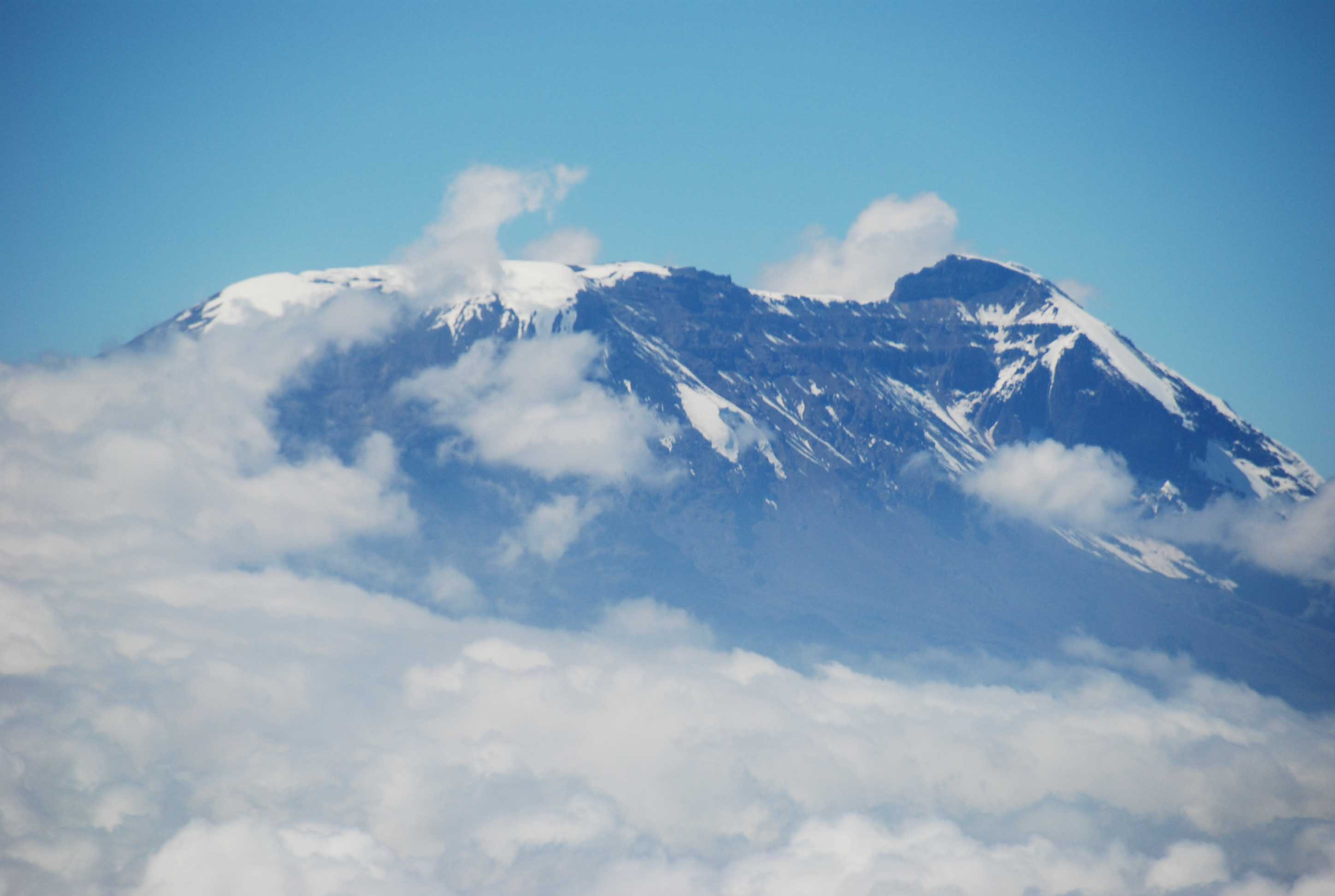
Kilimanjaro des de l'aire. Juliol de 2007.

El Kilimanjaro està situat al marge oriental de la Vall del Rift i no es troba totalment aïllat de la plana africana, sinó que es troba acompanyat de 3 cons volcànics, orientats en un eix est-sud-oest:
- Shira: el més antic, situat a l'oest, amb una alçada de 3.962 m.
- Mawenzi: a l'est, amb una alçada de 5.149 m.
- Kibo: situat entre els altres dos, és el més recent i encara mostra senyals d'activitat en forma de fumaroles,

Entre el Kibo i el Mawenzi hi ha una plataforma de prop de 3.600 ha. anomenada la sella (the Saddle, en anglès), que conforma la major àrea de tundra d'alçada d'Àfrica.
El punt més alt del Kilimanjaro és l'Uhuru Peak, punt situat al volcà Kibo. Des del 1889 els diferents intents de mesurar l'altura exacta de la muntanya han donat resultats que difereixen en més de 100 metres El 2008 una expedició de recerca (Kilimanjaro 2008 Precise Height Measurement Expedition) va utilitzar mètodes gravimètrics i GPS que van donar un resultat de 5891,8 m.

## El nom
El seu nom segueix sent un enigma i existeixen diferents teories al respecte. Una d'elles assegura que pot venir de les paraules swahili kilima (muntanya petita) i njaro (dimoni de fred); o bé de l'expressió njaro (caravanes), en referència als combois d'esclaus dels esclavistes àrabs de Zanzíbar, que antigament feien una parada a la zona. Alguns evoquen la paraula njare, la font de l'aigua, i els massais l'anomenen simplement Ngage Ngai, és a dir, la casa de Déu.
Els chaggas mai li han donat un nom a aquesta muntanya. Únicament distingeixen el gran volcà blanc, anomenat Kibo (esperança), símbol de l'eternitat i de la sort, del pic negre Mawenzi a l'est, associat a les forces del mal.

## Història

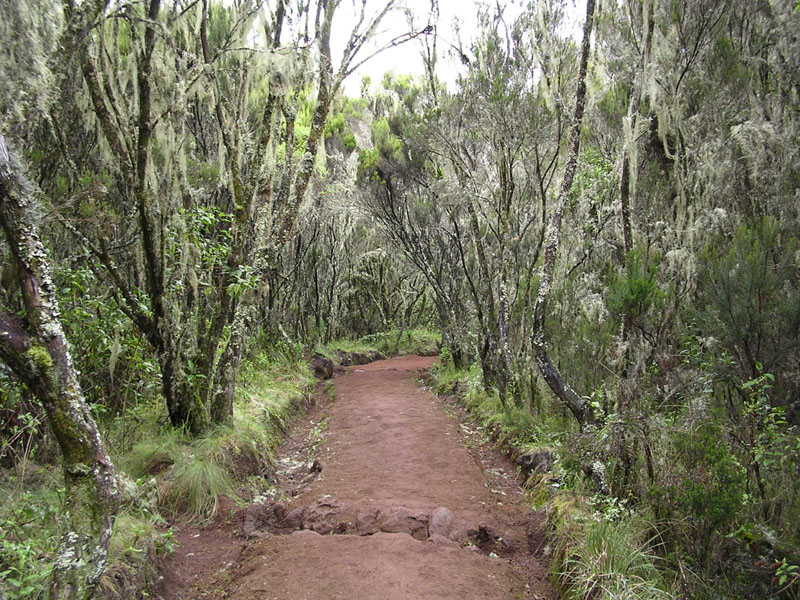
Ruta Marangu

Abans del segle xix algunes cròniques com la del geògraf egipci Ptolemeu mencionen l'existència d'una muntanya blanca al sud d'Àfrica. El 1845, el geògraf britànic William Cooley, segur de la seva existència, assegura que la muntanya més coneguda de l'Àfrica de l'est, anomenada Kirimanjara, està coberta de roques vermelles.
El maig de 1848, un missioner alemany, Johannes Rebmann, explora la regió chagga i acaba acostant-se a les muntanyes: «Cap allà a les 10 hores vaig veure alguna cosa blanca al cim d'una alta muntanya i pensava que era un núvol, però el meu guia em comenta que és fred, i llavors vaig reconèixer amb satisfacció aquesta vella companya que els europeus anomenem neu». El seu descobriment relatat l'abril de 1849 al Church Missionary Intelligencer es discuteix a Londres.
Va fer falta esperar fins a l'any 1891 perquè una expedició, dirigida pel baró alemany Klaus von der Decken i el botànic anglès Richard Thornton, permeti comprovar que en efecte, es tractava d'un cim nevat.
El 1883, l'anglès Joseph Thomson seguit pel comte Teleki ascendeixen la muntanya però no aconsegueixen superar els 5.300 metres. Després de dos fracassos, Hans Meyer, el 6 d'octubre de 1889 aconsegueix finalment arribar al cim, acompanyat pel seu amic Ludwig Purtscheller i el guia chagga Yohana Lauwo. Aquest es comenta que hauria mort a l'edat de 127 anys, l'any 1997, però potser no és més que una llegenda, com la història de la presència d'un cadàver de lleopard congelat, trobat a 5.500 metres d'altitud.

## El Kilimanjaro actual

### Ascensions
Respecte a les ascensions, aproximadament uns 20.000 excursionistes intenten cada any arribar al cim, un nombre controlat per les autoritats de Tanzània. L'ascenció pot realitzar-se per algunes vies tècnicament fàcils però, llargues i penoses a causa del fred i l'alçada. D'aquestes rutes la més freqüentada és la ruta Marangu, i després les rutes Machame, Mweka i Shira.

### Condicions climàtiques

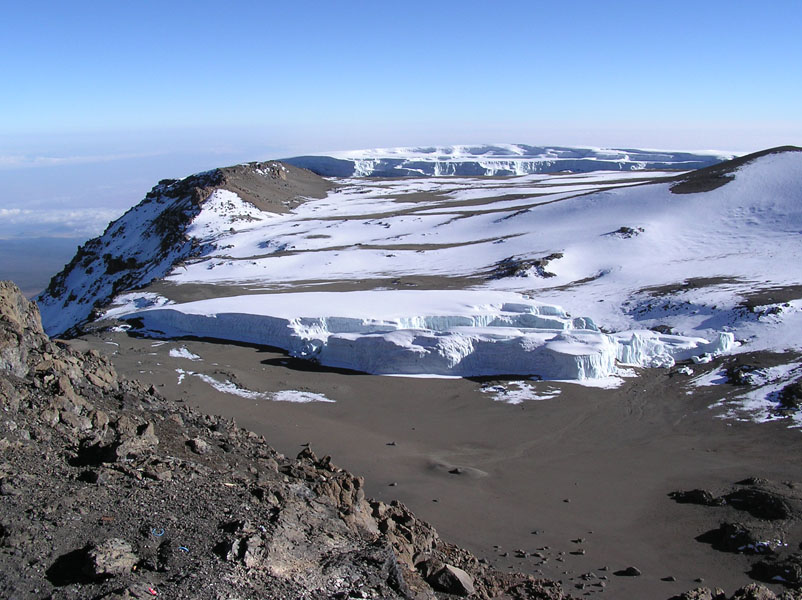
Glacera del Kilimanjaro

Actualment, el Kilimanjaro es troba protegit per un parc nacional: el Parc Nacional del Kilimanjaro, que va ser declarat Patrimoni de la Humanitat per la UNESCO l'any 1987.
El retrocés de les glaceres del cim del Kilimanjaro és una realitat evident. L'any 1900 s'estima que n'hi havia uns 12 km², i avui en dia, no cobreixen més de 2 km² i el volum de gel ha tingut una davallada de més del 80%.
Les diferents fonts no estan totalment d'acord sobre quan s'hauran fos del tot les glaceres. L'any 2002, un estudi dirigit pel paleoclimatòleg Lonnie Thompson de la Universitat Estatal d'Ohio, va predir que el gel al cim més alt d'Àfrica hauria desaparegut entre els anys 2015 i 2020,
El 2007, un equip de científics austríacs de la Universitat d'Innsbruck van especular que la plataforma de gel que es troba al cim del volcà hauria desaparegut cap a l'any 2040, però que un part del gel que es troba al vessant de la muntanya hi romandria durant més temps, en funció de les condicions meteorològiques locals. I un altre estudi de l'Acadèmia de Ciències de Califòrnia, ha fet la predicció que el gel desapareixerà el 2050.
Una comparativa dels registres guardats al gel suggereix que les condicions actuals estan retornant a les que hi havia uns 11.000 anys enrere. Un estudi dut a terme per Philip Mote de la Universitat de Washington als Estats Units i pel Georg Kaser de la Universitat d'Innsbruck a Àustria, conclouen que la recessió del gel del Kilimanjaro no està lligada directament a l'augment de les temperatures sinó també a la disminució de les precipitacions.
El maig de 2008, el ministre de recursos naturals de Tanzània, el sr. Shamsa Mwangunga, va dir que hi havia indicacions que la neu que cobria la muntanya, actualment estava augmentant.
El gener del 2006, la ruta del Western Breach va ser tancada per les autoritats del Kilimanjaro National Park arran d'una esllavissada de roques que va matar tres persones. L'1 de desembre del 2007, la ruta va ser reoberta a però encara és considerada com poc segura.

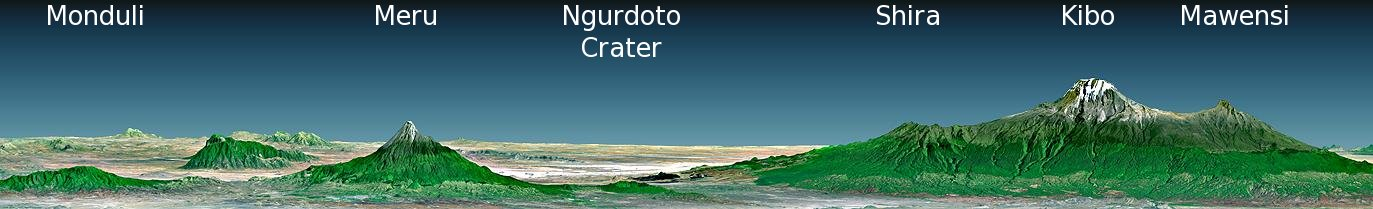
El Kilimanjaro - with Landsat Overlay. Les altures es mostren a escala doble respecte al pla.

### Condicions volcàniques
Encara que està inactiu, el Kilimanjaro té diferents fumaroles que emeten gas al cràter del cim principal del Kibo. La conclusió dels científics a la que van arribar l'any 2003 és que el magma fos està situat uns 400 metres (1.310 peus) sota el cim del cràter. Diferents enfonsaments i despreniments de terra s'ha donat al Kibo en el passat, un d'ells formant que ara es coneix com a Western Breach (esquerda Oest).

## Mapes
Uns bons primers mapes del Kilimanjaro van ser publicats pel govern britànic (concretament pel departament d'afers estrangers) (DOS 422 Y742) l'any 1963. Aquests mapes estaven basats en fotografies aèries realitzades pels volts del 1958 per la RAF (Royal Air Force). Eren fets a escala 1:50.000 amb contorns en intervals de 100 peus. Actualment no estan disponibles.
El primers mapes turístics que es van publicar van ser realitzats també pel govern britànic l'any 1989 basats en els mapes DOS originals (escala 1:100.000; intervals de 100 peus; DOS 522), i actualment tampoc no estan disponibles.
L'EWP va produir un mapa amb informació turística el 1990 (escala 1:75.000; intervals de 100 metres; mapes del Kibo i el Mawenzi a escales d'1:20.000 i 1:30.000 respectivament, amb 50 metres d'interval de contorn). Aquest mapa s'actualitza regularment i avui en dia s'està distribuint la 4a edició.
En els últims anys nombrosos mapes diferents han aparegut al mercat i es troben disponibles, amb qualitats variables
Exemple del mapa EWP (1:75,000, àrea del cim). «Kibo summit area route map».

## Rutes
El Kilimanjaro té diferents rutes oficials per a escalar-lo. Aquestes són:
- Circuit del Nord[17]
- Machame[18]
- Marangu[19]
- Rongai[20]
- Londorossi Lemosho[21]
- Umbwe[22]
- Shira[23]
- Mweka (únicament de descens)[24]

| Ruta             | Descripció | Dies   | Longitud |
| Circuit del Nord | La ruta més nova del Kilimanjaro. Hi ha poca gent i es travessa aproximadament tota la muntanya inclosa la part nord. És una ruta llarga amb molt bones vistes.               | 9      | 90 km    |
| Lemosho          | Llarg accés conduint, remota, menys freqüentada, preciosos boscos, travessa amb bones vistes a Barafu, càmping. Excel·lent per a aclimatar.                                   | 8 (-1) | 56 km    |
| Machame          | Segona ruta més popular. Preciosos boscos, travessa amb bones vistes a Barafu, càmping. Excel·lent per a aclimatar.                                                           | 7 (-1) | 49 km    |
| Marangu          | Molt popular. Preciosos boscos. Refugis bàsics però confortables. La variant de 6 dies dona temps per a una bona aclimatació.                                                 | 6 (-1) | 64 km    |
| Rongai           | Llarg accés en cotxe, remota, menys freqüentada, escenaris preciosos i salvatges d'alta muntanya, càmping. Excel·lent per a aclimatar.                                        | 6      | 65 km    |
| Umbwe            | La més curta i dreta de les rutes, dura. Paisatges espectaculars. Preciosos boscos, travessa amb bones vistes a Barafu, càmping. Dolenta per a l'aclimatació. Ruta perillosa. | 6 (-1) | 37 km    |

Un mapa de la ruta en tres dimensions al Google-Earth es pot veure aquí.

### Circuit del Nord
És la ruta més nova al Kilimanjaro. S'inicial des del nord, i es realitza una travessa de pràcticament la muntanya sencera seguint la direcció de les agulles del rellotge abans d'aproximar-se al cim des de l'est. Aquesta ruta ofereix les vistes més diverses, cosa que la converteix en una de les rutes més escèniques de les que hi ha disponibles. I de moment, aquesta ruta és una ruta molt tranquil·la, amb un volum de gent realment baix.
Per a realitzar el circuit del Nord, es destinen 9 a la muntanya.
El perfil del programa és:
1. Conduir unes 4 hores fins a la porta Rongai. Caminar fins al primer campament (2.650 metres); 2 ½-3 hores.
2. Ascendir fins al segona campament a 3.450 metres; 3 ½ hores, i continuar fins al tercer campament a 3.800 metres; 2 hores.
3. Pujar fins a la confluència i la part més utilitzada del circuit fins al camp Buffalo (4.100 metres); 5-7 hores.
4. Continuar el circuit fins al Refugi Moir a 4.200 metres; 4-5 hores. Des d'aquest punt es poden realitzar caminades d'aclimatació.
5. Se segueix fins a la Lava Tower a 4.500 metres; 4-6 hores.
6. Descens fins a la vall de Barranco a 3.940 metres, abans de pujar la paret de Barranco i caminar fins al camp Karanga a 4.000 metres; 5-7 hores.
7. Dura pujada fins al refugi Barafu (4.600 metres); 3-5 hores. Descansar per la sortida de l'endemà.
8. De bon matí, ascensió fins al Uhuru (5.895 metres), sostre de l'Àfrica. Després, descens fins al camp Millenium a 3.800 metres; 11-15 hores.
9. Es continua baixant fins a la porta Mweka a 1.600 metres; 4-6 hores.

Descripció detallada:

### Ruta Lemosho
Aquesta és una ruta remota, que conserva la seva bellesa natural, una ruta poc utilitzada i atractiva per a pujar fins a la plana de Shira. Els alpinistes sovint l'utilitzen per a ascendir la ruta de l'esquerda Oest, o per a seguir-la amb el circuit sud del Kibo per a pujar utilitzant la ruta més senzill de Barafu. El primer dia de la ruta les possibilitats de trobar-se amb animals salvatges és molt alta, i "rangers" armats han d'acompanyar els grups d'alpinistes temporalment.
La versió estàndard d'aquesta ruta consta de 7 dies a la muntanya, tot i que a vegades, s'allarga un dia més a una estada a la vall de Karanga.
El perfil del programa és:
1. Conduir des de Moshi o Arusha fins a la porta Londorossi, que dona entrada al parc (2.250 m.; 2 h.). Des d'aquí unes pistes forestals que requereixen vehicles 4x4 porta fins a l'esplanada de Lemosho (2.100 m.; 11 km.; 45 min.), que és un dels possibles llocs per acampar (no es paguen taxes del parc per acampar aquí). Després es camina a través de corriols forestals fins al camp Mti Mkubwa (gran arbre) (2.750 m.; 3h.)
2. El camí es va enfilant gradualment i s'entra en una zona gegant plena d'arbusts. Es van creuant molts rierols i s'arriba a la cresta Shira, situada a una alçada aproximada de 3.600 metres, i es baixa lleugerament fins al camp Shira 1 situat al costat d'un rierol a la plana Shira (3.500 m.; 5 h.). Aquest campament es pot ometre durant l'ascensió i seguir fins al següent.
3. Una agradable caminada a través de la plana porta fins al camp Shira 2, situat en uns prats remullats per un riuet (3.850 m.; 1,5 h.). Una gran varietat de caminades es poden realitzar des d'aquest punt; d'aquesta manera la plana de Shira es converteix en un punt excel·lent per a realitzar una bona aclimatació per l'ascensió al Kilimanjaro.
4. Continuant cap a l'est vers el Kibo es passa una confluència de camins, i se segueix més cap a l'est direcció a Lava Tower. Poc després d'aquí, es descendeix vers el refugi de Barranco (3.940 m.; 4 h.)
5. A l'inici de la jornada es troba una dura pujada al principi del Gran Barranco i, a continuació, un recorregut amb molt bones vistes sobre la vall de Karang (4.000, 3 hores), punt que queda just per sota de les cascades de gel de les glaceres de Heim, Kersten i Decker. Després de l'escalada de la vall de Karang, la pista puja fins a la cresta que mena al camp Barafu, un lloc ombrívol amb molt poca vegetació situat a una alçada de 4.600 m., (3 hores a peu).
6. Amb un inici a primer hora del matí es comença l'ascens fins a la vora del cràter Kibo, passant entre les glaceres Rebmann i Ratzel, (4 hores); la darrera secció d'aquesta pujada és un punt on sovint es pot trobar neu o gel, i un piolet o uns bastons de caminar poden ser molt útils de cara a un millor equilibri. Des d'aquí, una hora més condueix fins al punt més alt, l'Uhuru Peak, des d'on sovint hi ha precioses vistes de Meru, a l'oest i del punxegut pic de Mawenzi cap a l'est. Posteriorment al cim, s'inicia el descens fins al refugi o camp Barafu, on després de fer-hi un breu descans es continua el llarg descens fins al campament de Mweka, situat en una zona boscosa plena de brucs. Aquelles persones amb suficients energies poden, després de fer el cim, poden descendir al cràter Reutsh per a veure-ho els pinacles de gel dels camps de gel de l'est.
7. Un descens d'unes 3 o 4 hores a través d'un preciós bosc porta fins a les portes del parc, on hi haurà els transports esperant.

Descripció detallada:

### Ruta Machame
Descripció detallada:

### Ruta Marangu
La ruta Marangu (també anomenada la ruta de la 'Coca-Cola') és la ruta més senzilla per a realitzar l'ascensió al cim del Kilimanjaro, tot i que qualsevol de les rutes s'ha de considerar com un repte que no està a l'abast de tothom.
Es creua el Saddle, una zona de 5 kilòmetres d'ampli, a molta alçada i semi desertic, que separa el cims del Mawenzi i el Kibo.
Els alpinistes tot sovint gasten un dia extra per a aclimatar-se millor a l'alçada al refugi Horombo.
El perfil del programa és:
1. Conduir fins a la porta Marangu. Caminar a través del bosc plujós fins al refugi Mandara, situat a 2.743 metres i a unes 3 hores a peu de camí.
2. Es deixa el bosc i s'entra en una zona més erma fins que s'arriba al refugi Horombo, a 3.760 metres d'altitud.
3. Es descansa al refugi, i es pot dedicar un dia a aclimatar-se en aquest refugi. Es realitza alguna caminada fins a Zebra Rocks o bé fins al refugi Mawenzi. Aquest dia és opcional, convertint-se així en una ascensió de 5 dies; de tota manera, les possibilitats d'èxit de l'ascensió van força lligades a una bona aclimatació i per tant, aquest dia "extra" és molt recomanable de cara a aconseguir la fita de l'ascensió.
4. Se segueix caminant a través del mateix tipus de terreny i després s'entra en un desert alpí fins al Saddle entre els pics de Mawenzi i Kibo. Des d'aquest punt es camina durant aproximadament una hora per arribar fins al refugi Kibo a 4.730 metres.
5. Començar el dia de cim molt d'hora al matí, primerament s'ascendeix fins al Gillman's Point (5.681 m.) que està situat a l'extrem del cràter. Es continua vorejant el cràter, durant aproximadament unes 2 hores si no es té problemes d'aclimatació, fins que s'assoleix el punt més alt d'Àfrica, lUhuru Peak de 5.895 m. El descens es fa ràpidament cap al refugi Kibo, i després d'un breu descans es continua baixant cap al refugi Horombo.
6. Els descens continua fins a la porta Marangu, punt en què se surt del parc nacional.

Descripció detallada:

### Ruta Rongai
El perfil del programa és:
1. Conduir 4 hores fins a la porta Rongai. Caminar fins al camp Simba a 2.650 m.; 2½-3 h. La camina es fa inicialment a través de plantacions, després a través de bosc humit i finalment per una zona arbustiva.
2. Caminar fins al segon campament a 3.450 m.; 3½ h. Una agradable caminada a través d'arbustos i brucs.
3. Suaus pujades en el recorregut a través de zones ermes al llarg de les crestes que porten al camp Kikelea a 3.600 m., 3 hores.
4. Arribada al refugi Mawenzi Tarn, 4.330 m., 3-3½ h.
5. Ascensió senzilla a través del Saddle fins al refugi Kibo 4.700 m., 4½-5 h.
6. Començant de matinada, s'ascendeix fins a Gillman's Point (5.681 m), a l'inici del cràter que ens portarà fins al cim. Es continua al voltant del cràter (aproximadament durant dues hores) fins al punt més alt d'Àfrica, l'Uhuru Peak (5.895 m.) Les vistes de l'albada sobre el Mawensi a l'est són fantàstiques. El descens es realitza fin al refugi Kibo, i després de la parada de rigor, se segueix la davallada fins al refugi Horombo.
7. Descens fins a la porta Marangu.

Els alpinistes sovint no realitzen la parada al segon camp durant l'ascensió, convertint-se així en una ascensió amb més dificultat, en part degut a la falta d'aclimatació que es pot patir.
Descripció detallada:

### Ruta Umbwe
La ruta Umbwe és considerada sovint com la ruta més dura però, a la vegada, la més espectacular i directa de les vies per assolir l'Uhuru Peak.

El perfil del programa és:
1. Conduir fins al final de la carretera de Umbwe A 1.800 m. La ruta inicialment segueix una pista forestal que va ascendint a través d'un bosc plujós natural. El camí es va fent més estret i pendent per acabar pujant a la cresta entre els rius Lonzo i Umbwe. El primer campament està situat al bosc al costat d'unes roques que sobresurten a 2.940 metres (5 o 6 hores de caminada).
2. Poc després de deixar el campament el bosca s'acaba i el camí continuar a través d'una estreta i espectacular carena. Per sobre, els 1.000 metres d'escarpada paret del 'Breach Wall apareixen i desapareixen com les boirines de la tarda a Gran Barranco. Des de la creta Umbwe la ruta baixa fins al refugi de Barranco i fins al campament situat a 3.900 metres (5 o 6 hores de caminada).
3. A l'inici de la jornada es troba una dura pujada al principi del Gran Barranco i, a continuació, un recorregut amb molt bones vistes sobre la vall de Karang (4.000, 3 hores), punt que queda just per sota de les cascades de gel de les glaceres de Heim, Kersten i Decker. Després de l'escalada de la vall de Karang, la pista puja fins a la cresta que mena al camp Barafu, un lloc ombrívol amb molt poca vegetació situat a una alçada de 4.600 m., (3 hores a peu).
4. Amb un inici a primer hora del matí es comença l'ascens fins a la vora del cràter Kibo, passant entre les glaceres Rebmann i Ratzel, (4 hores); la darrera secció d'aquesta pujada és un punt on sovint es pot trobar neu o gel, i un piolet o uns bastons de caminar poden ser molt útils de cara a un millor equilibri. Des d'aquí, una hora més condueix fins al punt més alt, l'Uhuru Peak, des d'on sovint hi ha precioses vistes de Meru, a l'oest i del punxegut pic de Mawenzi cap a l'est. Posteriorment al cim, s'inicia el descens fins al refugi o camp Barafu, on després de fer-hi un breu descans es continua el llarg descens fins al campament de Mweka, situat en una zona boscosa plena de brucs. Aquelles persones amb suficients energies poden, després de fer el cim, poden descendir al cràter Reutsh per a veure-ho els pinacles de gel dels camps de gel de l'est.
5. Un descens d'unes 3 o 4 hores a través d'un preciós bosc porta fins a les portes del parc, on hi haurà els transports esperant.

Descripció detallada:

## Vies d'escalada
La roca del Kilimanjaro, en termes generals, és força dolenta per l'escalada; tot i això, hi ha algunes bones vies sobre neu i gel però que perillen per la ràpida retrocessió de les glaceres. Per exemple, degut a la retrocessió glaciar, s'ha tornat molt complicada l'ascensió per la ruta Umbwe seguida de la glacera Heim. Just a l'esquerra de la glacera, la paret de l'Esquerda (Breach Wall en anglès) és considerada com la via més difícil al Kilimanjaro (s'ha de completar una ascensió de 100 m. de gel vertical). Més a l'esquerra encara, la via de l'esquerda Oest (glacera Arrow) proporciona una ruta més senzilla cap al cràter.

### Algunes vies d'escalada
- Heim Glacier: A Nelson, H J Cooke, D N Goodall, 1957. III+ grau, 12 hores.
- Western Breach: I grau, 6 hores. La via d'escalada més senzilla a la part sud-oest de la muntanya.

Altres vies d'escalada:

## Rècords

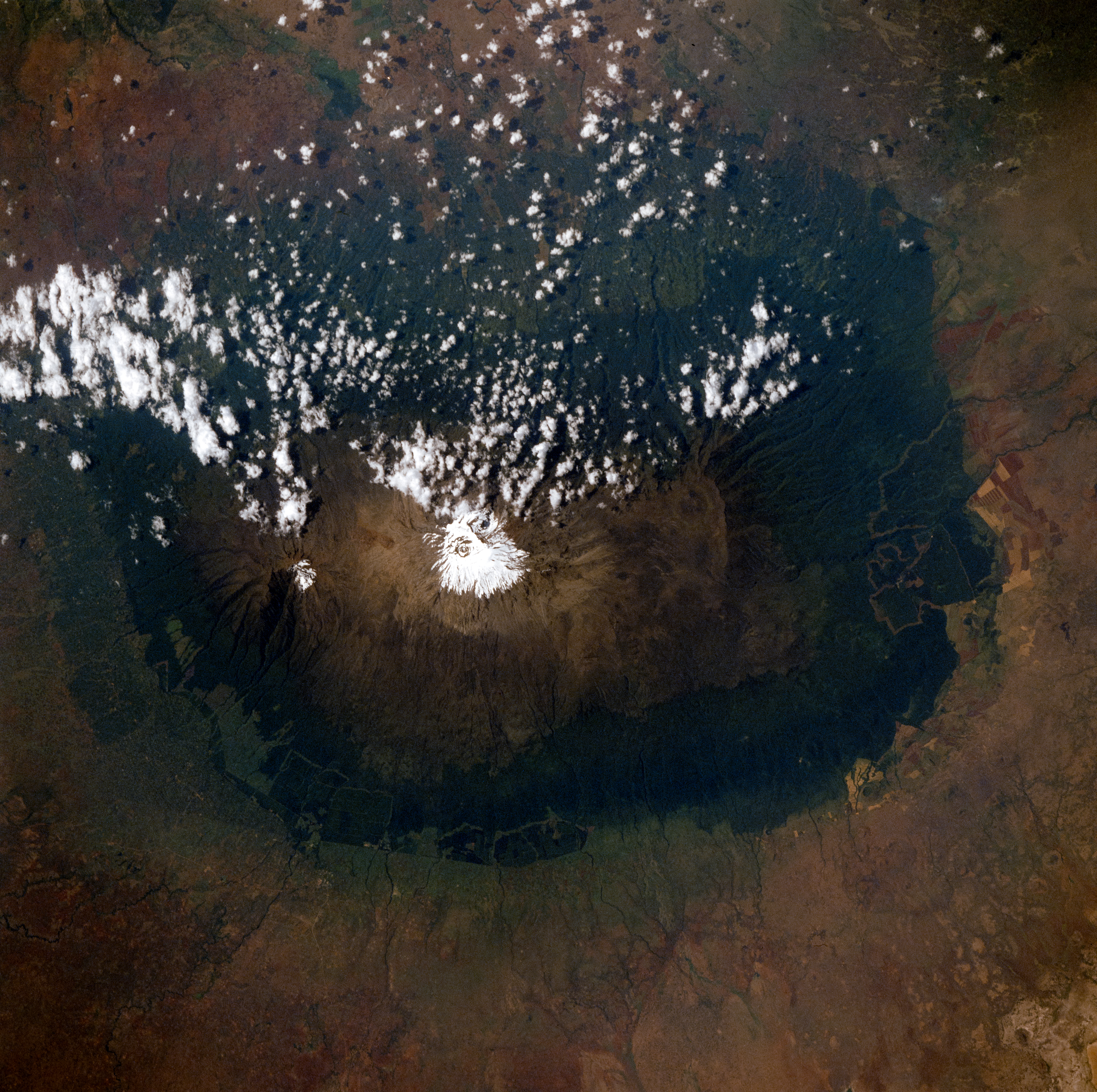
Vist des de l'espai

- Ascensió més ràpida (masculí): Bruno Brunod, 5 hores 38 minuts i 40 segons[35]
- Ascensió més ràpida (femení): Rebecca Rees-Evans, 13 hores 16 minuts i 37 segons[35]
- Ascensió i descens més ràpids: Kilian Jornet, 7 hores 14 minuts[35]
- Persona més jove en fer el cim: Keats Boyd, 7 anys[36]
- Persona més gran en fer el cim: Karl Haupt', 79 anys o Valtee Daniel, 87 anys[35]